# Городовиков Басан Бадмиєвич
Басан Бадмиєвич (Бадьмінович) Городовиков (калм. Басан Бадьминович Городовиков; 15 листопада 1910 року — 17 серпня 1983) — радянський воєначальник, Герой Радянського Союзу (1945). Перший секретар Калмицького обкому КПРС. Член Центральної Ревізійної комісії КПРС у 1961—1966 роках. Кандидат у члени ЦК КПРС у 1966—1981 роках. Депутат Верховної Ради СРСР 6—9-го скликань. Племінник Оки Івановича Городовикова.

## Життєпис
Народився в 1910 році на хуторі Мокра Єльмута (нині в Пролетарському районі Ростовської області РФ) у селянській родині. Калмик. Закінчив 8 класів.
У Червоній армії з 1927 року. В 1930 році закінчив кавалерійську школу.
В 1938 році закінчив Військову академію імені М. В. Фрунзе
На фронтах німецько-радянської війни з червня 1941 року.
Командир 184-ї стрілецької дивізії (5-та армія, 3-й Білоруський фронт) генерал-майор Городовников вміло організував на своїй ділянці виконання завдання по оточеню військ противника в районі Вітебська, і розгрому угрупування, що йшло на допомогу оточеному гарнізону в місті Вільнюс. Дивізія успішно форсувала річку Німан і 17 серпня 1944 року в районі Кудиркос-Науместіс (Литва) першою із радянських підрозділів вийшла до Держкордону СРСР (узгодженим з Нацистською Німеччиною згідно з другим секретним протоколом Пакту Молотова—Ріббентропа від вересня 1939 року відповідно до якого Литва була віддана на поталу СРСР).
Після війни продовжував службу у Радянській армії.
В 1961 році генерал-лейтенант Б.Б.Городовников вийшов у запас.
30 січня — серпень 1961 року — 2-й секретар Калмицького обласного комітету КПРС.
У серпні 1961 — 20 грудня 1978 року — 1-й секретар Калмицького обласного комітету КПРС.
З 1978 року жив у Москві. Помер 17 серпня 1983 року. Похований на Новодівичому цвинтарі.

## Звання та нагороди
19 квітня 1945 року Басану Бадмиєвичу Городовикову присвоєно звання Героя Радянського Союзу.
Також нагороджений:
- 4-ма орденами Леніна
- 4-а орденами Червоного Прапора
- орденом Суворова ІІ ступеня
- орденом Кутузова ІІ ступеня
- орденом Трудового Червоного Прапора
- орденом Червоної Зірки
- медалями

## Праці
- Орденоносная Калмыкия. — Элиста, 1972. — 163 с.
- Советская Калмыкия на подъёме. — М., 1984. — 224 с.